# بيتر فوندا
بيتر فوندا (بالإنجليزية: Peter Fonda)‏ ممثل أمريكي. هو ابن الممثل هنري فوندا وشقيق الممثلة جين فوندا، ووالد بريجيت فوندا وجاستن فوندا. ويعتبر فوندا أحد أيقونات حركة الثقافة المضادة في عقد 1960.

## روابط خارجية
- بيتر فوندا على موقع IMDb (الإنجليزية)
- بيتر فوندا على موقع الموسوعة البريطانية (الإنجليزية)
- بيتر فوندا على موقع روتن توميتوز (الإنجليزية)
- بيتر فوندا على موقع مونزينجر (الألمانية)
- بيتر فوندا على موقع ألو سيني (الفرنسية)
- بيتر فوندا على موقع ميوزك برينز (الإنجليزية)
- بيتر فوندا على موقع تيرنر كلاسيك موفيز (الإنجليزية)
- بيتر فوندا على موقع أول موفي (الإنجليزية)
- بيتر فوندا على موقع قاعدة بيانات برودواي على الإنترنت (الإنجليزية)
- بيتر فوندا على موقع قاعدة بيانات الأفلام السويدية (السويدية)